# W Arae
W Arae är en halvregelbunden variabel av SRB-typ i stjärnbilden Altaret. 
Stjärnan varierar mellan visuell magnitud +8,8 och 10,0 med en period av 122 dygn.